# Ольденбург (Гольштейн)
Ольденбург в Гольштейні або Гольштейнський Ольденбург (нім. Oldenburg in Holstein) — місто на південно-західному березі Балтійського моря. Назва Ольденбург етимологічно походить від старої слов'янської назви цього міста Стариград, або Старигард, яке заснували слов'янські племена ободридів.
Найближче велике місто — Любек. Ольденбург відноситься до історичної частини Гольштейн, сьогодні в складі федеральної землі Шлезвіг-Гольштейн в Німеччині.
Площа — 39,67 км2. Населення становить 9851 ос. (станом на 31 грудня 2020).
Знаходиться у затоці Балтійського моря навпроти о.Рюген (Rügen). Давній порт і столиця слов'янської Ваґрії, де перебували племена ваґрів, вендів/венедів та ободритів. Від тих часів лишилася лише одна стіна слов'янського замку Ольденбург, який був зведений в період 780-840 років. Первісна назва за латинськими джерелами «Aldinborg» (1076, Adamus Bremensis), що пізніше трансформувалася в «Ольденбург» або Стариград («старий замок», «стара князівська фортеця»). За записами Адама Бременського (1050-1081) кораблі з порту Ольденбургу вирушили до Самланду та Києва.
Найвіддаленіше місто з усіх слов'янських земель Західною Русі (Рутенії). Місто було дуже розвиненим і відомим з раннього середньовіччя. Вже у 972 році (за іншими джерелами 968 або 948) була заснована єпархія Ольденбург, яка належала до Римо-католицької Архієпископії Гамбурга.
Ольденбург вважають містом Рюрика, звідки варяги Вагрії прийшли до Північної Русі, де заснували місто, що отримало назву «Новгород / Новгард / Навґартен / Холмґард» або старонорвезькою Hólmgarðr, що означало не «новий город», а «місто на холмі».
Існують звістки про побудову в місті церкви  св. Іоанна в 1150, але на цей час слов'янський вплив вже був дуже обмежений. Єпископська кафедра 1160 (або 1163) була перенесена до Любека. У 1233 граф Адольф IV надав Ольденбургу права міста. 
У §109 «Літопису Слов'ян» (1168-1171) Helmold від Bosau (лат. Helmoldus) пише про руйнування узбережжя міста Ольденбург, який данці називали Brandenhuse, загоном з 1000 данських латників.
Себастьян Мюнстер у своєму «Cosmographia Universalis» (1552) пише: «Місто колись мало дуже зручний порт і безпечну гавань, але тепер знаходиться посеред країни, тому що морські хвилі, що переносять пісок, відрізали його від гавані, так що нею більше не можна користуватись. Через слов'янські війни та втечу містян добробут міста занепав, так що це тепер лише сільське містечко не має фортифікації».
15 серпня 1773 майже все містечко було зруйноване великою пожежею.
У 1945 Ольденбург був частиною британської окупаційної зони. У місті перебував британський військовий уряд Ольденбурзького округу. В місті були створені кілька таборів переміщених осіб. Близько 42 000 біженців мігрували в Ольденбург, що збільшило кількість жителів до понад 100 тисяч. У 1946 році вільний адміністративний Ольденбурзький округ був розпущений, і цей район ввійшов до складу новоствореної федеральної німецької землі Нижня Саксонія (Niedersachsen). Місто було центром району. У 1978 район був скасований і замінений новоствореним адміністративним округом Везер-Емс (Regierungsbezirk Weser-Ems), де знову місто стало адміністративним осередком. В ході адміністративної реформи земля Нижня Саксонія до кінця 2004 розформувала реґієрську землю Regierungsbezirke.
З 1990 року є побратимом Берген-ауф-Рюген. З 26 серпня 2017 року укладено партнерство з французьким містечком Блен. З 2016 року також має дружні стосунки з містом Паланга в Литві.

## Галерея

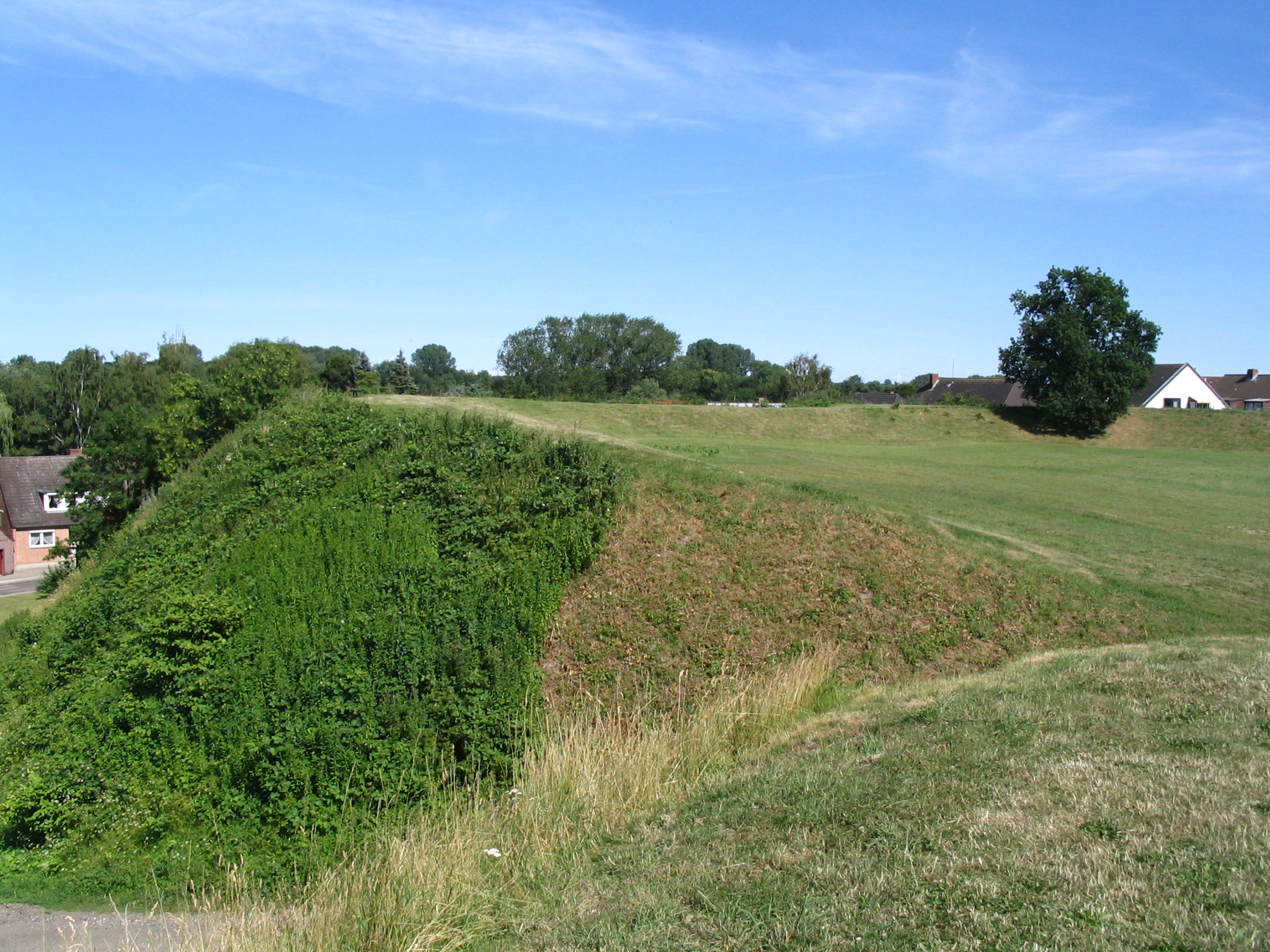
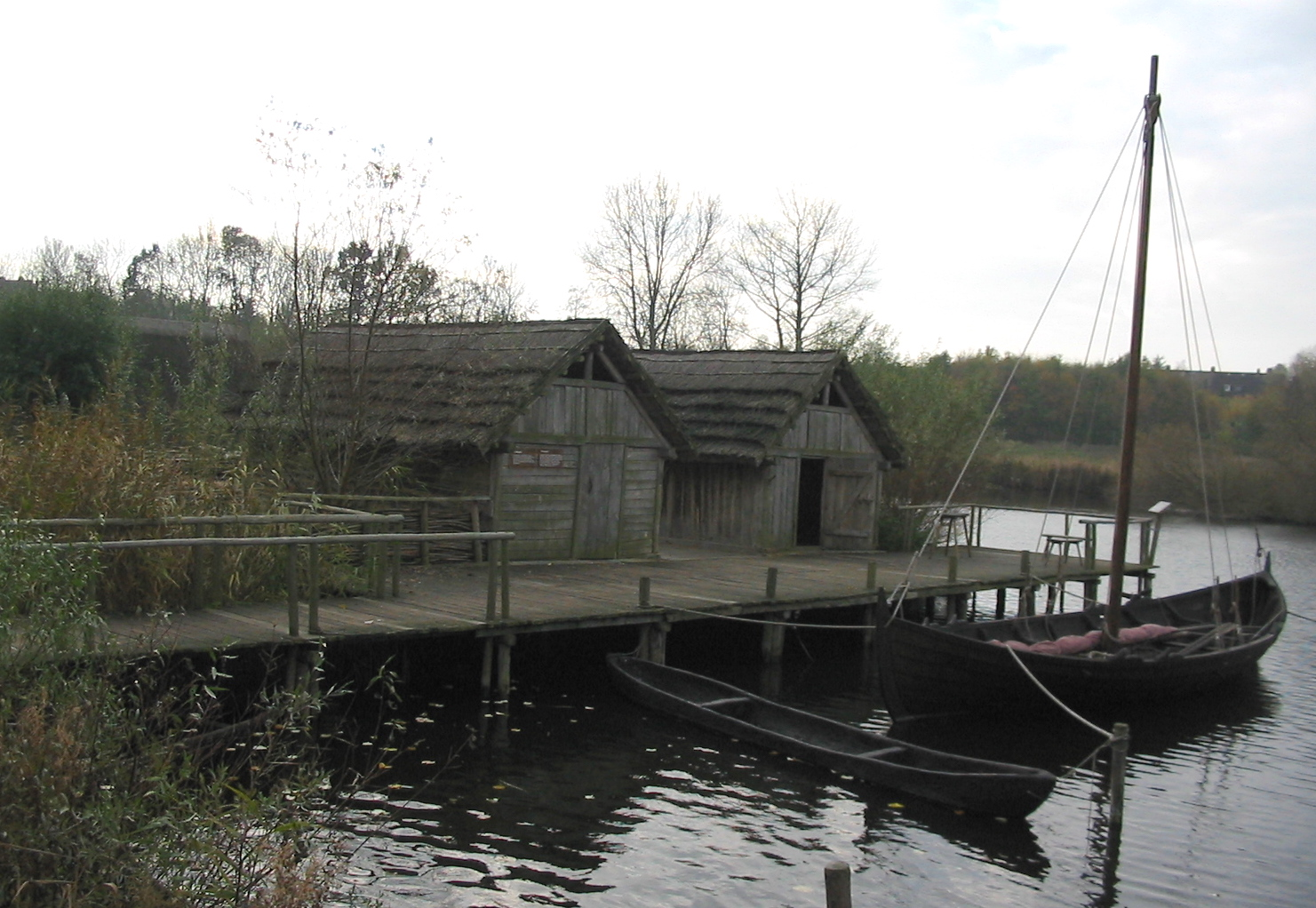
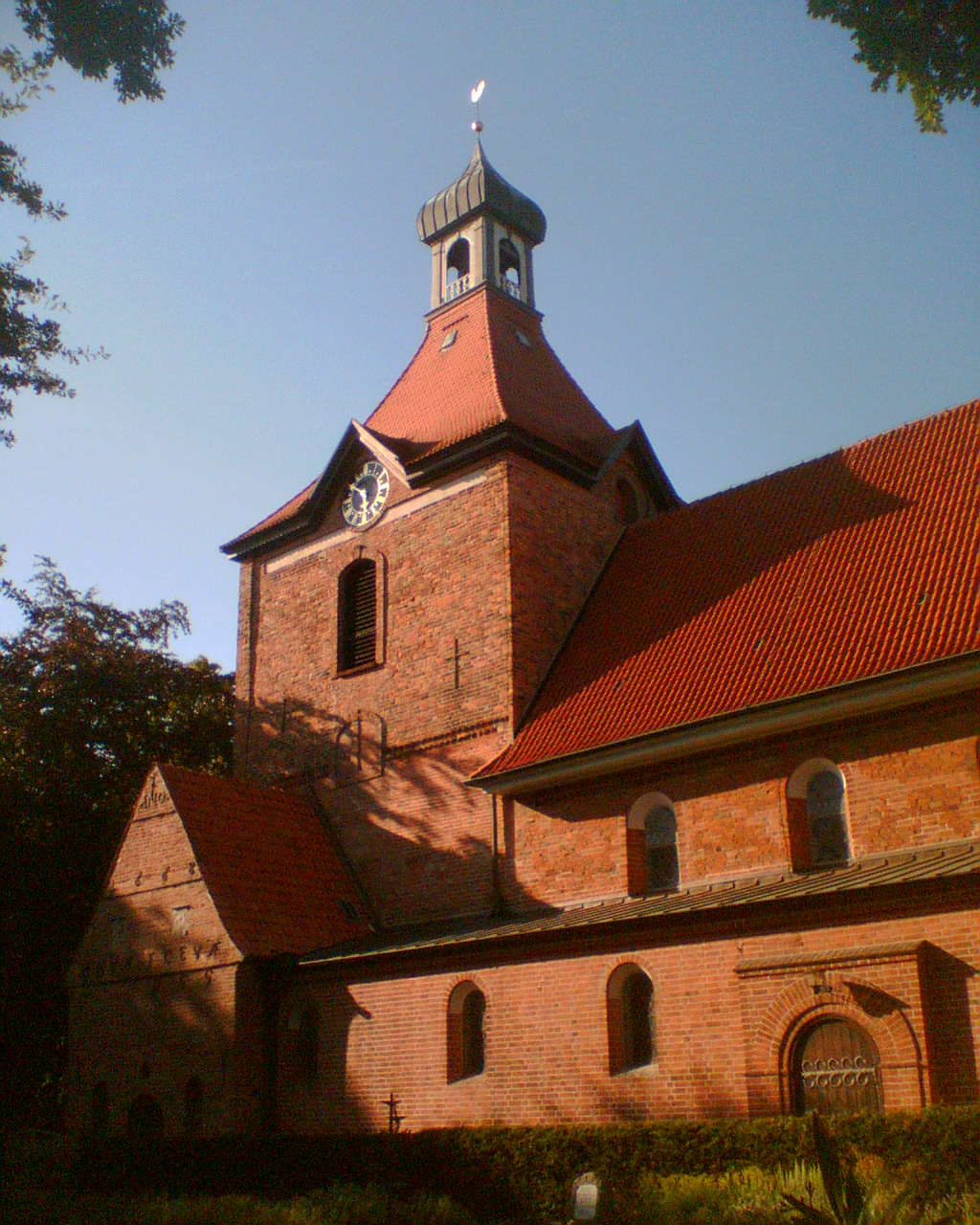
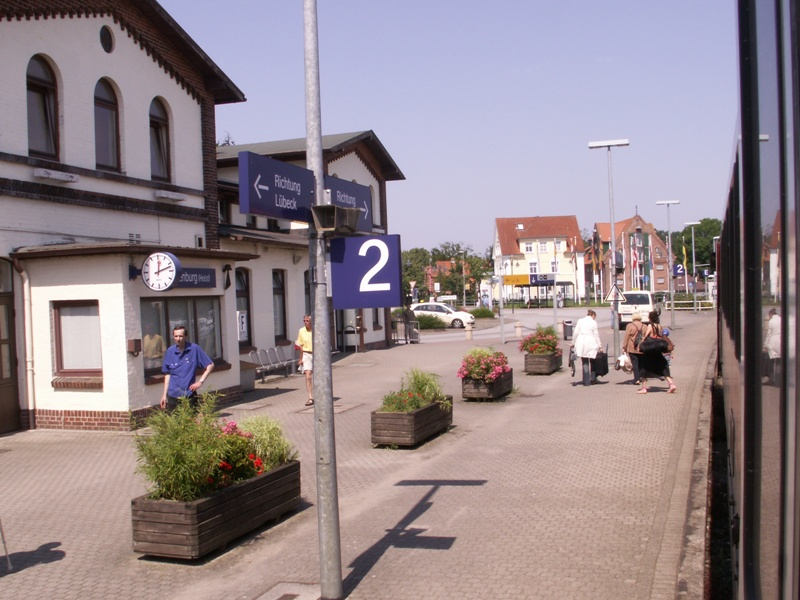